# The Other Side of Love
«The Other Side of Love» es el cuarto disco sencillo del dueto inglés Yazoo, el tercero en el Reino Unido, publicado en disco de vinilo de 7 y 12 pulgadas en 1982.
The Other Side of Love es un tema compuesto por Vince Clarke y Alison Moyet, producido por Eric Radcliffe y publicado por Mute Records, el cual no corresponde a ninguno de sus dos únicos álbumes, aunque en reediciones europeas en CD de su disco debut Upstairs at Eric's se adicionó. Como lado B aparece el tema Ode to Boy de Alison Moyet, quien además realizó la portada del sencillo; Ode to Boy se incluyó después en el segundo álbum de Yazoo, You and Me Both.
Este sencillo trepó hasta el decimotercer puesto del ranking británico. A partir de 1996 se publicó en formato digital.

## Formatos
En disco de vinilo
7 pulgadas Mute YAZ002  The Other Side of Love
| Lado A |                          |          |  |
| N.º    | Título                   | Duración |  |
| 1.     | «The Other Side of Love» | 3:20     |  |

| Lado B |              |          |  |
| N.º    | Título       | Duración |  |
| 1.     | «Ode to Boy» | 3:35     |  |

12 pulgadas Mute YAZ002  The Other Side of Love
| Lado A |                                                           |          |  |
| N.º    | Título                                                    | Duración |  |
| 1.     | «The Other Side of Love» (Versión remezclada y extendida) | 5:20     |  |

| Lado B |                                            |          |  |
| N.º    | Título                                     | Duración |  |
| 1.     | «Ode to Boy» (No remezclada, ni extendida) | 3:35     |  |

CD 1996
Hasta 1996 The Other Side of Love se publicó en formato digital, sólo en el Reino Unido.
| 12 pulgadas CDYAZ002 The Other Side of Love |                                                           |          |  |
| N.º                                         | Título                                                    | Duración |  |
| 1.                                          | «The Other Side of Love»                                  | 3:04     |  |
| 2.                                          | «Ode to Boy»                                              | 2:40     |  |
| 3.                                          | «The Other Side of Love» (Versión remezclada y extendida) | 5:22     |  |

## Datos adicionales
The Other Side of Love fue el único sencillo que no incluyeron en Reconnected Tour, la gira de regreso de la banda. Cuando se les preguntó por qué, Moyet dijo que esta no de sus preferidas y no le gustaba cantarla.